# Augustin-Georges Barrois
Pour les articles homonymes, voir Barrois.
Augustin-Georges Barrois, Georges Barrois pour l'état civil, Augustin Barrois en religion, archéologue, assyrologue, bibliste, théologien et religieux français né à Charleville le 17 février 1898, et mort à Princeton le 27 août 1987 .

## Biographie
Il a fait ses études à Louvain, et a fait sa profession simple dans l'ordre dominicain à l'abbaye du Saulchoir de Kain (Belgique) en 1918, sa profession solennelle en 1922 et a été ordonné prêtre en 1923 à Tournai.
En 1925, il a été envoyé à l'École biblique et archéologique française de Jérusalem. En 1926-1927, il dirige les fouilles de Neirab, près d'Alep, avec les pères P. Carrière et F. M. Abel où ils découvrent une nécropole néo-babylonienne et achéménide. Il participe aux fouilles dirigées par François Thureau-Dangin à Arslan-Tash en 1928-1929. En 1930 il participe à l'expédition de l'université Harvard à Serabit-el-Khadem dans le Sinaï. 
Il a fait de nombreuses découvertes archéologiques en Palestine et a publié dans la Revue biblique et dans Syria des articles sur les fouilles de Beth-Shean, Cesarea, Megiddo et Helbon.
Il est de retour en France en 1935 et devient professeur pour l'Ancien testament à la faculté dominicaine de l'abbaye du Saulchoir. 
Il va aux États-Unis en 1939 et enseigne le théologie à Washington, à l'université de Princeton, et au séminaire orthodoxe Saint-Vladimir de Crestwood.
Il est sorti de l'ordre dominicain en 1942 et s'est converti dans le protestantisme dans l'Église presbytérienne.

## Publications
- avec B. Carrière, Fouilles de l'école archéologique française de Jérusalem effectuées à Neirab du 24 septembre au 5 novembre 1926, p. 126-142, dans Syria, 1927, tome 8, no 2 (lire en ligne)
- avec B. Carrière, Fouilles de l'école archéologique française de Jérusalem, effectuées à Neirab du 24 septembre au 5 novembre 1926, p. 201-212, dans Syria, 1927, tome 8, no 3 (lire en ligne)
- avec M. Abel, Fouilles de l'école archéologique française de Jérusalem , effectuées à Neirab du 12 septembre au 6 novembre 1927, p. 187-206, dans Syria, 1928, tome 9, no 3 (lire en ligne)
- avec M. Abel, Fouilles de l'école archéologique française de Jérusalem , effectuées à Neirab du 12 septembre au 6 novembre 1927, p. 303-319, dans Syria, 1928, tome 9, no 4 (lire en ligne)
- avec François Thureau-Dangin, Georges Dossin, Maurice Dunand, Arslan-Tash, 2 volumes, Bibliothèque archéologique et historique, P. Geuthner, Paris,1931
- La métrologie dans la Bible, dans Revue biblique, 1931-1932
- Précis d'archéologie biblique, Bloud et Gay  imprimeur, Paris, 1935
- Manuel d'archéologie biblique, tome 1, édition A. Picard, Paris, 1939
- Sur quelques symboles de Iahvé, 1941
- Manuel d'archéologie biblique, tome 2, éditions A. et J. Picard, Paris, 1953
- Erwin Mülhaupt et autres éditeurs, Supplementa calviniana. Sermons inédits : Jussu Corporis presbyterianorum universalis, World presbyterian alliance, 1961
- The face of Christ in the Old Testament, St. Vladimir's Seminary Press, Crestwood, N.Y., 1974
- Jesus Christ and the temple, St. Vladimir's Seminary Press, Crestwood, N.Y., 1980
- Pathways of the Inner Life an Anthology of Christian Spirituality (réimpression d'un texte paru en 1923), Palala Press, 2006  (ISBN 978-1355737520)